# The Flying Dutch
The Flying Dutch is een festival dat van 2015 tot en met 2018 jaarlijks in Amsterdam, Rotterdam en Eindhoven op dezelfde dag werd gehouden. In 2025 zou er een nieuwe editie plaatsvinden in Breda, Hengelo en Groningen. Ongeveer een maand van tevoren annuleerde de organisatie deze editie. Nederlandse artiesten treden op in alle drie de steden en worden per helikopter tussen de steden gevlogen.

## Geschiedenis
Het aanvankelijke concept voor het evenement is bedacht door John Ewbank en tot uitvoering gebracht door evenementenorganisator ALDA Events. Doordat Nederlandse dj's wereldwijd erg succesvol zijn, treden zij regelmatig op in het buitenland. Ewbank wilde de artiesten toegankelijk maken voor een breder Nederlands publiek, door een evenement voor 100.000 mensen te organiseren op drie locaties. Door deze artiesten per helikopter te vervoeren werd het mogelijk om dezelfde line-up in elke stad te programmeren, weliswaar in een andere volgorde. De programmering bestond in de edities van 2015 tot en met 2018 uit tien acts op het gebied van dancemuziek. In 2019 was er geen The Flying Dutch omdat de top-dj's naar het buitenland vlogen om daar mee te doen aan internationale edities van het festival.
In 2015 waren binnen een week 100.000 kaarten verkocht, waardoor de eerste editie van The Flying Dutch volledig uitverkocht was. Na de aankondiging van de line-up voor de tweede editie in 2016 was de belangstelling voor het evenement wederom erg groot. Tienduizenden fans schreven zich in voor de pre-sale om een ticket te kunnen bemachtigen. De tweede editie van The Flying Dutch was binnen 6 uur uitverkocht.
Bij de herintroductie van The Flying Dutch in 2025 werd het artiestenbeleid verruimt van enkel dancemuziek naar een breder palet als ode aan muziek van Nederlandse bodem, met artiesten als André Hazes, De Bankzitters en Snollebollekes.

## Edities
| Jaar | Datum  | Optredende artiesten |
| ---- | ------ | --- |
| 2015 | 30 mei | Afrojack, Armin van Buuren, Fedde Le Grand, Hardwell, Nicky Romero, Oliver Heldens, Sunnery James & Ryan Marciano, Showtek, W&W, Yellow Claw                             |
| 2016 | 4 juni | Afrojack, Armin van Buuren, Firebeatz, Hardwell, Martin Garrix, Nicky Romero, Oliver Heldens, Showtek, Tiësto, W&W                                                       |
| 2017 | 3 juni | Afrojack, Chuckie B2B Quintino, Dash Berlin, Don Diablo, Hardwell, Kris Kross Amsterdam, Lucas & Steve, Nicky Romero, Oliver Heldens, Showtek                            |
| 2018 | 2 juni | Afrojack, Armin van Buuren, Sunnery James & Ryan Marciano, Tiësto, W&W, Don Diablo, Fedde Le Grand, Lucas & Steve, R3hab, Brennan Heart Special Guest: Jebroer & Friends |
| 2025 | 31 mei | Reinier Zonneveld, Sam Feldt, Lucas & Steve, Frenna & The Gang, Jonna Fraser, De Bankzitters, André Hazes en Snollebollekes.                                             |

## Locatie
Het festival vindt plaats op drie locaties tegelijkertijd. Vanaf de eerste editie was het Olympisch Stadion in Amsterdam het terrein voor het evenement, in 2018 werd wegens verbouwingen aan het stadion uitgeweken naar The Flying Dutch Park aan de Wethouder van Essenweg in Amsterdam. In Rotterdam werd het buitenterrein van Rotterdam Ahoy gebruikt als festivalterrein. De eerste editie in Eindhoven vond plaats in Strijp-S, maar vanwege de grote belangstelling in het eerste jaar en de lage capaciteit van het Strijp-S terrein, is het evenement verplaatst naar het E3 Strand in Eersel. In 2018 verhuisde The Flying Dutch ook in Amsterdam, van het Olympisch Stadion naar het N1-Park.
Met het vernieuwde format van het festival werden drie nieuwe locaties aangedaan:
- Breda: Breepark.
- Groningen: Voormalige Drafbaan Stadspark.
- Hengelo: FBK Stadion.

## Muziek
Ieder jaar wordt er een hymne (anthem) uitgebracht voor het feest.
- 2015: The Flying Dutch ft. Rupert Blackman – Limitless
- 2016: The Flying Dutch ft. Rupert Blackman – Limitless (Roovel Remix)

## Onderscheiding
The Flying Dutch heeft op 11 april 2016 bij de Dutch Live Entertainment Production Awards (DLEPA) de prijs voor ‘Production of the Year’ in ontvangst mogen nemen.